# Sport Ranger
Squadron Sport Ranger (Thai: ขบวนการ ปอร์ตเรนเจอร์ - Kà-buan Gaan Sà-bpordtà Renje) là chương trình truyền hình siêu anh hùng người đóng tương tự như Super Sentai của Nhật Bản và Power Rangers của Mỹ. Phim công chiếu lần đầu  vào 6 tháng 8 2006 và được phát sóng tên Thai Channel 3. Khác với Super Sentai và Power Rangers có chủ đề của seri là (thần thoại, khủng long, phép thuật, v.v.), Chủ đề của Sport Ranger là thể thao.
Các nhân vật và màu sắc của Sport Ranger khá giống với Mahou Sentai Magiranger và Power Rangers: Mystic Force và giọng nói của máy tính AI, Darling, tương tự như Mister Voice từ GoGo Sentai Boukenger.

## Câu chuyện

### Sport Rangers
- Audric / Chiến binh đỏ đấm bốc: Lửa.
  - Roll call: "Sức mạnh nắm đấm khoáy động!"
  - Vũ khí: Nấm đấm lửa
- Davis / Chiến binh vàng bóng đá: Sấm.
  - Roll call: "Sức mạnh của sự sáng tạo đa dạng!"
  - Vũ khí: Bóng chớp
- George / Chiến binh lục quần vợt: Trái Đất.
  - Roll call: "The power of an confused mind!"
  - Vũ khí: Racquet Saber
- Melanie / Chiến binh lam bơi lội: Nước. Corresponds to endurance, perseverance. The cowardly swimmer who is like a caring older sister to her teammates and friends.
  - Roll call: "The power of splashing water!"
  - Vũ khí: Double Cutters
- Jane / Chiến binh hồng thể dục: Gió. 
  - Roll call: "The power of beautiful vigor!"
  - Vũ khí: Whirl Ribbon
- Ryan / Chiến binh kim túc cầu:Sét.

### Trợ giúp
- Doctor Earth (ดร.เอิร์ธ).
- Darling (ดาร์ลิ่ง).

### Khác
- Po-Po.
- Chú Cherry.
- Marine.
- Maria.
- Tone.
- Giaó sư Josh.

## Vũ khí
- Máy dò thể thao.
- Sport Early Warning System (S.E.W.).

### Vũ khí/Tấn công
- Star Gate Judgmentation.
- Siêu bóng tấn công'.

### Mecha
- Robo tinh thần: Robot của nhóm kết hợp từ 5 Spirit Fighters. Được phát triển bởi Dr. Earth và Giáo sư Josh ở tập 10. Vũ khí là kiếm, đòn tấn công gọi là Thiên thạch cuồng phong trảm. Buồng lái của Spirit Robo gần giống như Dekaranger từ Power Rangers: S.P.D. & High Octane Megazord từ Power Rangers: RPM, sự tấn công của nó giống với Mahou Sentai Magiranger và Power Rangers: Mystic Force.
  - Spirit Fighter 1.
  - Spirit Fighter 2.
  - Spirit Fighter 3.
  - Spirit Fighter 4.
  - Spirit Fighter 5.

## Nhân vật
- Ronnarid Gnampattanapongchai (รณริชช์ งามพัฒนพงศ์ชัย)— Boxing Red
- Boonyarit Doojphibulpol (บุญญฤทธิ์ ดุจพิบูลย์ผล) — Soccer Yellow
- Todsapon Maaisuk (ทศพล หมายสุข) — Tennis Green
- Woranan Jantararatchamee (วรนันท์ จันทรรัศมี) — Swimming Blue
- Nidchashiita Jaruwat (นิจชิตา จารุวัฒน์) — Gymnastic Pink
- Jerry Fransis Angus (เจอร์รี่ ฟรานซิส แองกุส) — Doctor Earth

## Nhạc
Đầu/Kết
Nhạc Sport Ranger
Giưã
Lấy từ Die Hard: With a Vengeance